# Zubří (železniční zastávka)
Zubří je železniční zastávka, která se nachází v jižní části města Zubří v okrese Vsetín. Leží v km 10,071 železniční trati Valašské Meziříčí – Rožnov pod Radhoštěm mezi dopravnami Střítež nad Bečvou a Rožnov pod Radhoštěm.

## Historie
Zastávka byla dána do provozu 1. června 1892, tedy současně s otevřením tratě. Do roku 2007 cestujícím sloužila budova s vytápěnou čekárnou, později byla budova v dezolátním stavu, v roce 2014 v ní vypukl požár. V roce 2011 proběhla přestavba zastávky, během níž bylo vybudováno nástupiště zastávky v nové poloze blíže městu. Nová zastávka byla slavnostně otevřena 27. října 2011.
V roce 1962 byla u zastávky do traťové koleje napojena vlečky do gumáren Zubří. Od 90. let se pro obsluhu gumáren začala používat především silniční doprava a tak vlečka se používala již pouze pro dovoz mazutu.Po přestavbě kotelny na vytápění plynem se pak od roku 2007 vlečka přestala využívat úplně. Naposledy byla využita v roce 2009, kdy na vlečku vjela motorová jednotka 814.076, která tam byla odstavena během povodní. V roce 2011 bylo při přestavbě zastávky zrušeno napojení vlečky, kolejiště v areálu gumáren byl sneseno v roce 2014.

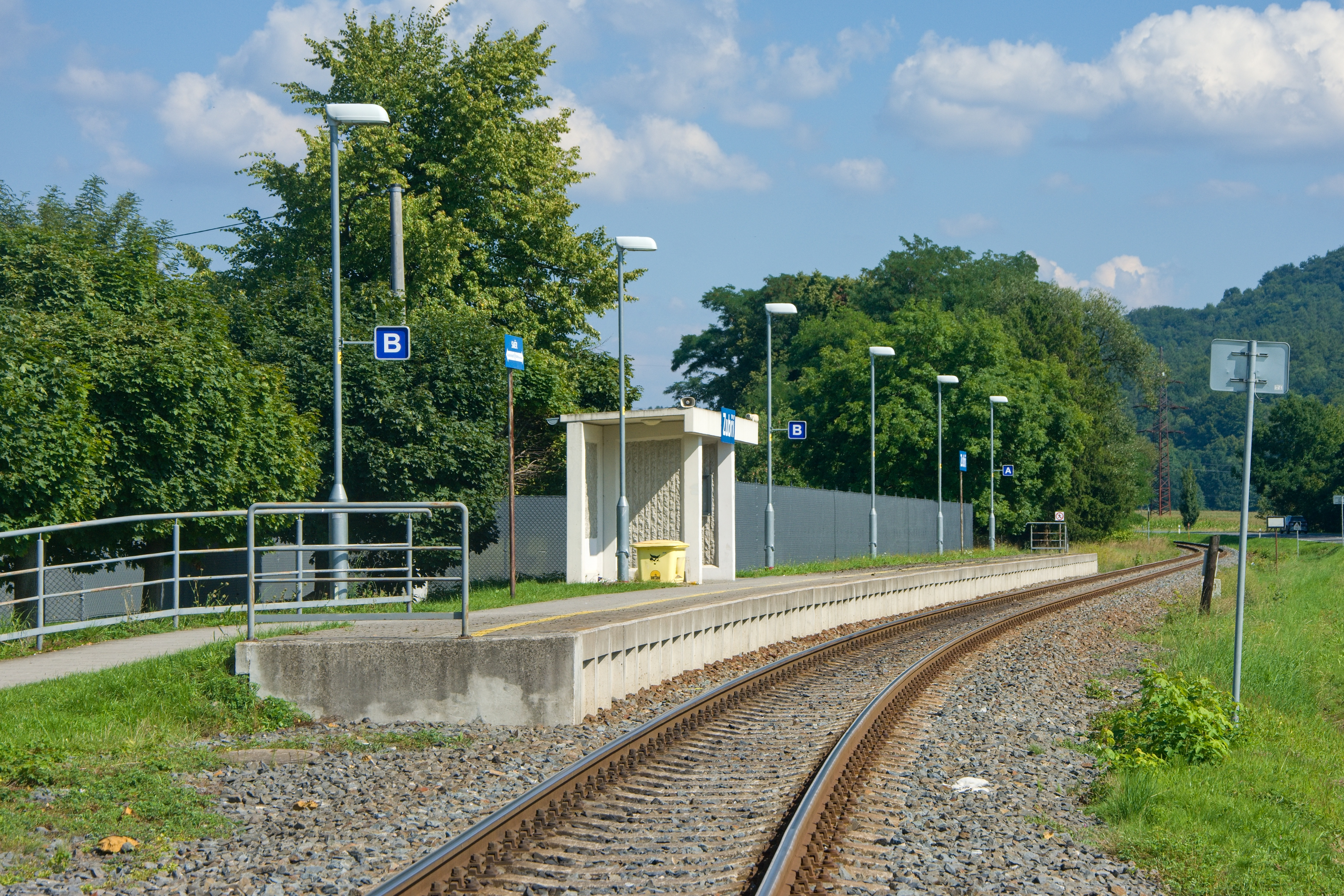
Celkový pohled na zastávku

## Popis zastávky
V zastávce je u traťové koleje vybudováno nástupiště o délce 100 m (rozděleno na sektory A a B), nástupní hrana je ve výšce 550 mm nad temenem kolejnice. Cestující jsou o aktuálních jízdách vlaků informováni pomocí rozhlasu, který je ovládán operátorem nebo výpravčím ze stanice Valašské Meziříčí.
U zastávky se v km 9,971 nachází přejezd P7424, kde trať kříží silnice III. třídy č. 01877. Přejezd je vybaven světelným přejezdovým zabezpečovacím zařízením se závorami.